# Europa Jupiter System Mission

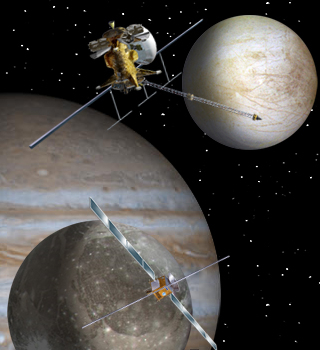
Місія EJSM в уяві художника

Europa Jupiter System Mission (EJSM, попередня назва — Laplace) — міжнародний проєкт безпілотного космічного дослідження супутників Юпітера — Європи і Ганімеда, а також магнітосфери самого Юпітера, що планувався для запуску на початку 2020-х років.

Починаючи 2008 року розглядався НАСА та ЄКА як спільний європейсько-американський проєкт. 
2011 року ЄКА дійшло висновку, що спільний проект неможливо реалізувати у передбачений термін, перейменувало його на Jupiter Icy Moons Explorer (JUICE) і надалі розробляло самостійно. 
НАСА продовжила розробку своєї частини, яку згодом назвали Europa Clipper.
За оцінками, JEO мала вартість 4,7 мільярда доларів США,[відсутнє в джерелі] а видатки ЄКА були обмежені 700 мільйонами євро (966 млн. доларів США).

## Історія
2007 року НАСА розглядало концепції двох майбутніх космічних досліджень, одним з яких було дослідження крижаних супутників Юпітера. У той же час подібний проєкт (під назвою «Laplace») було незалежно подано на розгляд ЄКА. 
Він був одним із трьох кандидатів у європейській програмі Cosmic Vision, запуск планувався на початку 2020-х років. 
2008 року ЄКА та НАСА вирішили об'єднати зусилля в дослідженні Юпітера, 
об'єднаний проєкт назвали Europa Jupiter System Mission (EJSM).
У лютому 2009 року NASA і ESA вирішили, що місія EJSM матиме пріоритет перед місією Titan Saturn System Mission (TSSM).
У березні 2009 року ЄКА оголосило прийом пропозицій щодо наукового обладнання для проєкту.
3 лютого 2011 року в Парижі презентували опрацьовані концепції майбутніх проєктів, першим серед яких був EJSM-Laplace.
Остаточне рішення щодо відбору проєкту для реалізації планувалося на червень 2011 року. Але в лютому 2011 року було оприлюднено проєкт бюджету США і, після консультацій між ЄКА та НАСА, керівництво Європейської космічної агенції дійшло висновку, що спільний європейсько-американський проєкт навряд чи буде реалізовано в запланований термін (на початку 2020-х). У квітні 2011 року було створено групу європейських науковців, яка розглядала можливість реалізації проєкту у встановлений термін зусиллями ЄКА за обмеженої міжнародної підтримки.
Внаслідок змін у складі міжнародних партнерів ЄКА перейменувало проєкт на Jupiter Icy Moons Explorer (JUICE).
НАСА продовжувало розробляти свою частину проєкту, який згодом було названо Europa Clipper.

## Цілі місії
Основні завдання проєкту EJSM було поділено на дві частини: JEO (дослідження Європи та Іо) і JGO (дослідження Ганімеда та Каллісто)[джерело?]:
- Контроль і дослідження динамічних явищ, пов'язаних з вулканами на Іо і атмосферою Юпітера.
- Складання карти магнітосфери Юпітера.
- Дослідження процесів взаємодії магнітосфери Юпітера з Галілеєві супутниками.

Ще однією метою місії було вивчення можливості зародження життя в планетарній системі Юпітера:
- Пошук і дослідження підповерхневих океанів.
- Пошук і дослідження крижаних шельфів і підповерхневих вод.
- Глибоке дослідження внутрішньої структури Ганімеда, а також магнітних полів.
- Визначення хімічного складу поверхні супутників.
- Дослідження особливостей поверхневого рельєфу і складання задач для подальших досліджень.